# 宏荣
宏荣（1968年4月3日—），本名俞宏荣（英語：Peter Yu），新加坡男演員、歌手兼主持人，李凯馨之父。

## 經歷
宏榮出生於新加坡。1990年參加《才華橫溢出新秀》落選。後加盟新傳媒私人有限公司出道，以《蓮花爭霸》一炮而紅。 2005年，宣布息影，並轉向商界，曾作工程師。後來做Grab司機，2016年宣布復出，並拍攝年度重頭劇《大英雄》。 

## 個人生活
宏榮的第一任妻子是新加坡主持人權怡鳳，二人於1998年結婚，2009年1月3日因個性不合離婚。二人育有一女李凱馨（1999年10月12日－）。
宏榮的第二任妻子是商人廖莉儀（Brenda Leow）。二人一同染毒，廖母為二人禱告並常帶他們去教會。二人於2011年受洗成基督徒並結婚。二人育有二子：俞永聖（Christian，2012年－）和俞永潔（Israel，2016年8月24日－）。

## 影視作品

### 電影
| 年份   | 電影       | 角色   | 備註 |
| ------ | ---------- | ------ | ---- |
| 2018年 | 《幻土》   | Lok    |      |
| 2023年 | 《五月雪》 | 梁文貴 |      |

### 電視劇
| 年份   | 電視劇          | 角色   | 備註                  |
| ------ | --------------- | ------ | --------------------- |
| 1993年 | 《蓮花爭霸》    |        |                       |
| 1996年 | 《緣來是你》    | 蓝天   |                       |
| 1996年 | 《豆腐街》      | 宋以哲 |                       |
| 1997年 | 《101老婆》     |        | 第6集出現             |
| 2005年 | 《Yummy Yummy》 |        |                       |
| 2016年 | 《大英雄》      | 罗北   |                       |
| 2019年 | 《都市狂想》    |        | 第3－4集出現          |
| 2020年 | 《單翼天使》    | 謝志鴻 | 第1集逝世             |
| 2020年 | 《好世謀2》     | 朱大常 | 第2－6、8—9、13集出現 |
| 2023年 | 《深網》        |        |                       |
| 2023年 | 《整你的人生》  | 刘世荣 |                       |
| 2023年 | 《送餐英雄》    | 邱天   |                       |
| 2024年 | 《非爱不可》    |        |                       |